# 尧考布萨拉什
尧考布萨拉什，或译作雅各布萨拉什，是匈牙利南部巴奇-基什孔州所辖的一个村，总面积70.86平方公里，总人口2634，人口密度37人/平方公里（2005年）。地理坐标为46°45′42″N 19°36′04″E。